# Momie de Manchester
Hannah Beswick (1688 – février 1758), originaire de Birchin Bower, Hollinwood, Oldham, en Angleterre, était une femme fortunée qui avait une peur pathologique d'être enterrée vivante. Après sa mort, son corps fut embaumé et gardé hors-sol pour être régulièrement observé afin de détecter quelque signe de vie possible.
La méthode d'embaumement ne fut pas répertoriée, mais elle impliqua sûrement le remplacement du sang par un mélange de térébenthine et de vermillon. Le corps fut ensuite déposé dans le boîtier d'une ancienne horloge et entreposé dans la maison du médecin de la famille Beswick, le docteur Charles White. L'excentricité des dernières volontés de Beswick en fit une célébrité locale, et les visiteurs furent autorisés à visiter la maison du docteur White.
Le corps momifié de Beswick fut finalement transféré au Museum of the Manchester Natural History Society, où elle fut exposée et reçut les sobriquets de Momie de Manchester (Manchester Mummy) et Momie de Birchin Bower (Mummy of Birchin Bower). En 1867, la collection du musée fut transférée à l'université de Manchester et il fut alors décidé, avec la permission de l'Évêque de Manchester, que le corps de Beswick serait finalement enterré. La cérémonie se déroula au cimetière d'Harpurhey le 22 juillet 1868, plus de cent dix ans après sa mort. Sa tombe n'est pas marquée.